# Degersjön (Hortlax socken, Norrbotten, 723661-176653)
Degersjön är en sjö i Piteå kommun i Norrbotten och ingår i Jävreån-Åbyälvens kustområde. Sjön har en area på 0,175 kvadratkilometer och ligger 25 meter över havet.

## Delavrinningsområde
Degersjön ingår i det delavrinningsområde (723637-176615) som SMHI kallar för Mynnar i havet. Medelhöjden är 35 meter över havet och ytan är 7,81 kvadratkilometer. Det finns inga avrinningsområden uppströms utan avrinningsområdet är högsta punkten. Avrinningsområdets utflöde mynnar i havet. Avrinningsområdet består mestadels av skog (85 procent). Avrinningsområdet har 0,71 kvadratkilometer vattenytor vilket ger det en sjöprocent på 2,9 procent.